# Gerra luteomacula
Gerra luteomacula là một loài bướm đêm trong họ Noctuidae.